# Lurs (Alpes-de-Haute-Provence)
Lurs település Franciaországban, Alpes-de-Haute-Provence megyében. Lakosainak száma 373 fő (2022. január 1.). Lurs La Brillanne, Ganagobie, Les Mées, Niozelles, Oraison, Pierrerue és Sigonce községekkel határos.

## Népesség
A település népessége az elmúlt években az alábbi módon változott:
| Lakosok száma | 305  | 284  | 320  | 387  | 376  | 377  | 382  | 380  | 378  | 373  |
|               | 1968 | 1982 | 1990 | 2006 | 2013 | 2015 | 2017 | 2019 | 2020 | 2022 |